# بيفرلي باور
بيفرلي باور (بالإنجليزية: Beverly Bower) هي مغنية أوبرا ومغنية أمريكية، ولدت في 30 سبتمبر 1925، وتوفيت في 24 مارس 2002 بسبب سرطان.